# Неопределённость
Неопределённость — понятие, выражающее определённый феномен субъективно-объективных отношений. Выделяются (в первую очередь) четыре аспекта исследования этого феномена: 1) свойства объекта; 2) взаимодействие объекта и субъекта; 3) особенности субъективного восприятия и 4) особенности взаимодействия новых знаний с наличным знанием. Наиболее трудным признаётся исследование первого из указанных аспектов неопределённости – с использованием термина “онтологическая (или объективная) неопределённость”. В гносеологии неопределённость понимается как невозможность применения понятий устоявшейся теории для описания новых явлений. Отмечается, что неопределённость является фундаментальным свойством мира – с его неустойчивостью, изменчивостью, непредсказуемостью будущего, невыводимостью полностью достоверного нового знания из ранее известного.

Ниже представлены сведения о неопределённости только в одной сфере человеческой деятельности - в экономике.

## Типы (виды) неопределённости в экономике
По распространенной практике в экономике наблюдаются следующие обобщённые типы (виды) неопределённости:
1. неопределённость среды (1-го рода)[1]
2. неопределённость принятия решений (2-го рода)
3. неопределённость последствий данных решений (3-го рода)
4. вариационная неопределённость (4-го рода)[2]. Вариационная неопределённость связана с изменением параметров и условий функционирования организационно-экономической системы, или иначе «правил игры» — неопределённости формирования новых квазиусловий — изменения институциональных нормоимператив, где известная неопределённость среды, принятия решений и их последствий принимает совсем иные черты. Понятие происходит от лат. слов vertibilis и variabolis, означающих изменчивость.

## Неопределённость в организационно-экономических системах
В социально-экономическом аспекте проблемы неопределённости принято различать ряд терминологических групп понятий, характеризующих категорию «неопределённость» с различных точек зрения. При этом каждое положение о неопределённости является связанным с другими и не противоречит содержательному наполнению положений, а только дополняет и расширяет сложившиеся представления. Среди значимых моментов неопределённости следует отметить следующие из них, систематизированные в работе Е. А. Кузьмина:
- Во-первых, неопределённость рассматривается как мера информации.

Это самое распространённое и утвердившееся в научной общественности понимание неопределённости. Достаточность информации об условиях, ограничениях и параметрах социально-экономических систем, в том числе организационно-экономических образований, свидетельствует об определённости ситуации. В таком контексте восприятия категории подразумевается, что совокупная информация о конкретном объекте, событии или явлении в априори составляет константу полноты истинных сведений и данных.
Подобной позиции в отношении неопределённости придерживаются такие учёные как Мескон М., Альберт М., Хедоури Ф., Архипова А. И., Большакова А. К., Качалов Р. М. и многие другие.
- Во-вторых, неопределённость отражает состояние системы по отношению к «идеальным условиям», когда знание полностью детерминировано.

Положение о разрыве между фактическим уровнем «информированности» и ситуацией, когда сведения и данные о организационно-экономической системе полностью известны очень близко к первому положению о неопределённости и, по сути, является его следствием. Основываясь на первом положении о неопределённости, объём информации может быть исчислен и выражен через неопределённость — энтропию. Таким образом, различие между фактическим содержанием информационных потоков и идеальным объёмом истинных сведений и данных характеризует второе положение о неопределённости.
Идеи о восприятии неопределённости как состояния системы по отношению к условиям, когда информация абсолютно известна и определена, выражаются в исследованиях Walker W. E., Harremoes P., Rotmans J., Janssen P., Thunnisen D. P., Куликова Е. Е., Волкова М. И., Грачева М. В. и многих других учёных.
- В-третьих, неопределённость воспринимается как возможность выбора альтернатив и множественность данного выбора (вариативность выбора).

Во многих научных публикациях делается акцент на том, что неопределённость порождает множественность выбора различных альтернатив. С одной стороны, множественность вызвана разнообразием вариантов; с другой стороны, в условиях неопределённости установить чёткие критерии оптимальности и эффективности достаточно сложно.
К числу учёных и специалистов, занимавшихся неопределённостью с точки зрения наличия альтернатив, можно отнести Rodger C., Petch J., Догиль Л. Ф., Куликову Е. Е. и многих других.
- В-четвёртых, неопределённость определяет качество информации (достоверность, полнота, ценность, актуальность, ясность).

Анализ понятий неопределённости данного положения показал, что содержательно группа понятий включает большое количество определений, которые тем или иным способом дают оценку информации. Чаще всего оценка информации в контексте неопределённости связана с достоверностью сведений и данных, их полнотой и объективностью. Характеристикой качества информации может быть так называемая информационная асимметрия, то есть неравномерное распределение информации среди тех или иных лиц. Асимметричность информации является важнейшей категорией, которая рассматривается при изучении экономических процессов и, в частности, проблем финансового рынка. Неравномерное распределение информации побуждает участников общественных отношений предпринимать действия, направленные на восполнение недостатков информации. Обратной стороной информационной асимметрии может быть состояние «симметрии заблуждений», когда участники тех или иных общественных отношений в равной степени пользуются однородной информацией, которая может быть недостоверной, ошибочной, вводящей в заблуждение, требующей постоянного анализа и т. д. Это лежит в основе психологии стадного инстинкта. Данная проблема раскрыта в работах Р. Шиллера, Дж. Акерлоффа, Д.Канемана, А.Тверски, А.Бенерджи, В. Д. Миловидова и других.
- В-пятых, неопределённость является атрибутивным источником риска.

В априори риск действительно находится в прямой зависимости от неопределённости, то есть при росте неопределённости возрастает и риск. Величина прироста может меняться и обусловлена эластичностью рисков по отношению к неопределённости. Вопросу взаимосвязи неопределённости и рисков посвящены многие научные профильные работы, в которых утверждается, что неопределённость является прямым источником рисков. Данными исследованиями занимались и занимаются как российские, так и зарубежные исследователи, среди них Тэпман Л. Н., Bedford T., Cooke R. T., Вишняков Я. Д., Радаев Н. Н., Ермасова Н. Б., Христиановский В. В., Щербина В. П. и многие другие.
- В-шестых, неопределённость предполагает неоднозначность реализации событий, порождаемая факторами неизвестной природы.

Использование синектического подхода к исследованию данного положения о неопределённости приводит к тому, что оно очень схоже с третьим положением — возможности выбора альтернатив и множественности данного выбора. Однако, суть положения о неоднозначности реализации событий подразумевает результат возникновения каждого события. В работе Мескона М., Альберта М. и Хедоури Ф. даётся чёткое определение того, что «решение принимается в условиях неопределённости, когда невозможно оценить вероятность потенциальных результатов. Это должно иметь место, когда требующие учёта факторы настолько новы и сложны, что насчёт них невозможно получить достаточно релевантной информации». Таким образом, неопределённость и создаёт множественность результатов, которые в дальнейшем подвергаются взвешенной оценке при анализе рисков с использованием математического ожидания и других средств усреднения.
- В-седьмых, неопределённость является естественным ограничителем управляемости и стабильности организационно-экономической системы.

Энтропия является параметром оценки неопределённости в организационно-экономической системе. В общем случае, энтропию можно охарактеризовать как меру хаоса, беспорядка. Обратным проявлением энтропии является негэнтропия — её суть обратно пропорциональна энтропии. Она характеризует упорядоченность системы. Отношение энтропии и негэнтропии описывает возможность системы быть в устойчивом, стабильном состоянии. Это состояние говорит об управляемости системы. Чем выше управляемость, тем система является более гибкой к воздействиям внешней и внутренней среды. Таким образом, в организационно-экономической системе существует порог управляемости и стабильности, который детерминирован неопределённостью. С этим связано возникновение сопряжённых теорем: теоремы предельной управляемости (неопределённости) и теоремы предельной самоорганизации (стабильности).